# Gare de Nanao
La gare de Nanao (七尾駅, Nanao-eki) est une gare ferroviaire de la ville de Nanao, dans la préfecture d'Ishikawa au Japon. La gare est gérée par les compagnies JR West et NotoTetudou Corporation.

## Situation ferroviaire
La gare de Nanao est située au point kilométrique (PK) 54,4 de la ligne Nanao.

## Histoire
La gare est inaugurée le 24 avril 1898.

## Service des voyageurs

### Accès et accueil
La gare dispose d'un bâtiment voyageurs, avec guichet, ouvert tous les jours.

### Desserte

#### NotoTetudou Corporation
- Ligne Nanao :
  - voie 0 : direction Anamizu

#### JR West
- Ligne Nanao :
  - voie 1 : direction Kanazawa ou Wakuraonsen (trains express)
  - voie 2 : direction Tsubata et Kanazawa
  - voie 3 : direction Wakuraonsen